# 오리온자리 키¹
오리온자리 키¹(Chi¹ Orionis)은 오리온자리 방향에 있는, 지구에서 32광년 떨어진 항성이다.
오리온자리 키1은 분광형 G0V의 주계열성이다. 이 별은 질량이 태양의 약 15퍼센트 정도인 동반성을 거느리고 있는데, 이 동반성은 주성 키1을 14.1년에 1회 공전한다. 반성의 분광형은 M6으로 추측된다. 반성은 키1에서 6 천문단위 떨어져 있으며 이심률 큰 공전 궤도를 형성하고 있다.
키1은 큰곰자리 이동성군의 일원으로 생각된다.